# Sium radiatum
Sium radiatum är en flockblommig växtart som beskrevs av Domenico Viviani. Sium radiatum ingår i släktet vattenmärken, och familjen flockblommiga växter. Inga underarter finns listade i Catalogue of Life.